# Carlos Lazzari
Carlos Lazzari (Buenos Aires, Argentina, 9 de diciembre de 1925 – ibídem 7 de junio de 2009), cuyo nombre completo era Carlos Ángel Lazzari y que utilizaba el seudónimo de Palmer, fue un excelente bandoneonista, compositor, arreglista y director de orquesta dedicado al género del tango que cubrió durante 26 años sentado en la fila de bandoneones de la orquesta de Juan D'Arienzo.

## Actividad profesional
Era hijo de Luis Juan Lazzari, un comerciante del barrio de Villa Pueyrredón, y de María Josefa Erice, y la casa familiar, que estaba en la calle Franco 3157, tenía un amplio patio donde tocó sus primeros acordes tangueros.
Aprendió, con un bandoneón  que le compró su padre, las primeras nociones de música con Alejandro Junnissi –el autor de El recodo y El ingeniero- e hizo sus primeras actuaciones en orquestas formadas espontáneamente y sin mayor desarrollo hasta que a los 14 años ingresó como bandoneonista en la orquesta de Pedro Maffia, donde estaban el también bandoneonista Cayetano Cámara, el pianista Lalo Scalise, el violinista Emilio Puglisi y el contrabajista Francisco de Lorenzo. No estuvo allí mucho tiempo porque el director disolvió el conjunto en 1939 y pasó luego por la gran Orquesta de las Estrellas de Miguel Caló, en la que alternó con bandoneonistas de la talla de Domingo Federico, Armando Pontier, Juan Cambareri, Eduardo Rovira y Felipe Ricciardi con los cuales  perfeccionó sus conocimientos tangueros. El pianista y arreglista era el innovador Osmar Maderna y cuando se disuelve la orquesta Lazzari se va con él, aunque por poco tiempo.
Estuvo después en la orquesta de Francisco Canaro junto al bandoneonista uruguayo Minotto Di Cicco, aprendiendo esas habilidades de bandoneón cadenero , que en el género impulsaron a las grandes orquestas de la época y, más adelante, tuvo breves pasos por los conjuntos de Juan Canaro  y de Domingo Federico. En 1950 Héctor Varela y Alberto San Miguel, primer y segundo bandoneón de Juan D’Arienzo dejan su orquesta, y el mismo Francisco Canaro le recomendó a Lazzari, por entonces de 25 años, para su reemplazo y este, a su vez, recomendó a Enrique Alessio que se convirtió en el primer bandoneón, completando la fila Aldo Junnissi, Felipe Ricciardi y Eladio Blanco y desde el piano Fulvio Salamanca marcaba los compases.
Al egresar Alessio y Salamanca del conjunto, la función de cadenero queda en cabeza de Lazzari, al igual que el rol de arreglista, y las ovaciones de un público que seguía fielmente a D'Arienzo a través de los años, llenando clubes, cabarés y cuanto lugar lo tuviera de animador -llegaron a hacer treinta bailes por mes entre matinée y vermut además del cabaré- testimonian del acierto de la labor de Lazzari que, incluso, fue el descubridor del cantor Jorge Valdez y quien lo llevó a la orquesta.
Al retirarse D’Arienzo de la actividad sus músicos que formaron Los solistas de D'Arienzo, dirigidos por Lazzari, quien también organizó y dirigió La Juan D'Arienzo, con las cuales viajaban constantemente a Japón donde eran idolatrados. En el conjunto estaban el pianista Normando Lazzara, el violinista  Milo Dojman, el contrabajista Enrique Guerra y los cantores Osvaldo Ramos y Alberto Echagüe, además del propio Lazzari. También formaron, con la debida autorización del heredero de D´Arienzo, la Orquesta Símbolo Juan D'Arienzo y viajaron a Japón para exitosas presentaciones desde la década de 1980 hasta la de 2000. Una de las últimas formaciones del cuarteto tuvo, aparte de Lazzari y su bandoneón,  al contrabajista Héctor Guri, el violinista Daniel Margenat, luego sustituido por Ricardo Buonvicino, el pianista Raúl Monti, después reemplazado por Alfredo Montoya, y el cantor Walter Gutiérrez.

## Valoración
Tenía un estilo interpretativo temperamental, su sonido sobresaliente y sus condiciones de bandoneón cadenero, lo hicieron único en el estilo que asimiló como propio, el de Juan D'Arienzo. Sin haber hecho estudios musicales profundos, dominaba la técnica de su instrumento, con una perfecta digitación en ambas manos y naturalidad expresiva al tocar.

## Compositor
Entre sus más de doscientas obras cabe recordar a Castigo y pasión, con Ernesto Rodríguez y Juan Polito; Calla bandoneón. con Oscar Rubens; el vals De vuelta con Carlos Bahr, dos veces grabado por Carlos Di Sarli; Don Alfredo, con Ramón Montoya; Engañadora, con Enrique Alessio; Este es el rey, con Juan Polito; Glorioso Chantecler, con Juan Polito y Ángel Gatti; Hoy te quiero mucho más con Horacio Sanguinetti; Julie, con Enrique Alessio, que registra una gran interpretación de Osvaldo Pugliese; Mechongue, con Juan Polito y Donato Racciatti y a Nuestro último vals con Normando Lázara.